# One-hot
| Codice binario | Codice Gray | One-hot  |
| -------------- | ----------- | -------- |
| 000            | 000         | 00000001 |
| 001            | 001         | 00000010 |
| 010            | 011         | 00000100 |
| 011            | 010         | 00001000 |
| 100            | 110         | 00010000 |
| 101            | 111         | 00100000 |
| 110            | 101         | 01000000 |
| 111            | 100         | 10000000 |

In elettronica digitale, l'espressione one-hot si riferisce ad un gruppo di bit tutti posti a 0 tranne uno. Un'implementazione simile in cui tutti i bit sono posti a 1 tranne uno è chiamata one-cold.

## Utilizzo
Un'usuale applicazione della codifica one-hot è per indicare lo stato di una macchina a stati finiti. Infatti, mentre con il codice binario o il codice Gray un automa a stati finiti necessita di un decoder per determinare il suo stato, una macchina one-hot si trova nello stato n-esimo corrispondente al bit impostato ad 1.
Un contatore ad anello con quindici stati ordinati sequenzialmente è un esempio di questo automa. Un'implementazione one-hot necessiterebbe di quindici flip-flop concatenati in serie, con ogni output Qi connesso con l'input Di+1del successivo e l'output Qn dell'ultimo flip-flop connesso con l'input D1 del primo. Il primo flip-flop rappresenta il primo stato, il secondo rappresenta il secondo stato e così via. Al ripristino della macchina tutti i flip-flop sono resettati a 0, tranne il primo della catena che è impostato a '1'. Il colpo di clock successivo, il bit hot avanza di un posto. Il bit impostato ad 1 progredisce in questo modo fino al quindicesimo stato, dopodiché la macchina torna al primo stato.
Un circuito di decodifica dell'indirizzo (address decoder) converte un codice Gray o binario nella rappresentazione one-hot. Un codificatore a priorità (priority encoder) effettua l'operazione inversa.

## Differenze dagli altri metodi di codifica

### Vantaggi
- Determinare lo stato della macchina al costo costante di accesso ad un flip-flop
- Cambiare lo stato della macchina al costo costante di accesso a due flip-flop
- Semplice da progettare e modificare
- Rilevare semplicemente uno stato improprio dei flip-flop
- In generale, possibilità di girare ad un ritmo di clock più elevato[4]

### Svantaggi
- Richiede molti più flip-flop,[5] il che rende impossibile effettuare questa implementazione, ad esempio, in un dispositivo PAL
- Possibilità più elevata di capitare in uno stato improprio[6]